# تقریب استرلینگ
تقریب استرلینگ یا فرمول استرلینگ، به فرمولی در ریاضیات اشاره دارد که برای تقریب‌زنی فاکتوریل‌های بزرگ به‌کار می‌رود و به یاد جیمز استرلینگ (به انگلیسی: James Stirling) نام‌گذاری شده است.

## فرمول
محاسبهٔ مقدار واقعی {\displaystyle n!} برای {\displaystyle n}های بزرگ خسته‌کننده است، به جای آن می‌توان مقدار {\displaystyle n!} را از فرمول استرلینگ و لگاریتم طبیعی، محاسبه کرد:
{\displaystyle n!\approx A(n)=\left({\frac {n}{e}}\right)^{n}{\sqrt {2\pi n}}}
خطای نسبی این تقریب که از فرمولِ
{\displaystyle E={\frac {|n!-A(n)|}{n!}}}
به‌دست می‌آید، در حالت بیشینه برابر است با:
{\displaystyle {\frac {1}{12n-1}}}

## اثبات
با استفاده از تابع گاما می‌توان فرمولی جایگزین برای {\displaystyle n!} به شکل ذیل به‌دست آورد:
{\displaystyle n!=\int _{0}^{\infty }x^{n}e^{-x}\,{\rm {d}}x.}
با تغییر متغیر {\displaystyle x=ny} ، به معادله پایین دست می‌یابیم:
{\displaystyle n!=\int _{0}^{\infty }e^{n\ln x-x}\,{\rm {d}}x=e^{n\ln n}n\int _{0}^{\infty }e^{n(\ln y-y)}\,{\rm {d}}y.}
حال با استفاده از روش لاپلاس برای تخمین انتگرال خط پیشین به معادله پایین می‌رسیم:
{\displaystyle \int _{0}^{\infty }e^{n(\ln y-y)}\,{\rm {d}}y\sim {\sqrt {\frac {2\pi }{n}}}e^{-n},}
با جایگزینی انتگرال خواهیم داشت:
{\displaystyle n!=\int _{0}^{\infty }e^{n\ln x-x}\,{\rm {d}}x\sim e^{n\ln n}n{\sqrt {\frac {2\pi }{n}}}e^{-n}.}
عبارت بالا همان تقریب استرلینگ است، یعنی:
{\displaystyle n!\sim {\sqrt {2\pi n}}\left({\frac {n}{e}}\right)^{n}.}
البته روش لاپلاس را برای محاسبه دقیق‌تر تقریب نیز می‌توان مورد استفاده قرار داد، به این معنی که:
{\displaystyle \int _{0}^{\infty }e^{n(\ln y-y)}\,{\rm {d}}y\sim {\sqrt {\frac {2\pi }{n}}}e^{-n}\left(1+{\frac {1}{12n}}\right)}
و تقریب دقیق‌تری به شکل پایین به‌دست‌آورد:
{\displaystyle n!\sim e^{n\ln n}n{\sqrt {\frac {2\pi }{n}}}e^{-n}\left(1+{\frac {1}{12n}}\right)={\sqrt {2\pi n}}\left({\frac {n}{e}}\right)^{n}\left(1+{\frac {1}{12n}}\right).}

## مثال
مقدار واقعی ‎۱۵!‎ می‌شود ۱۳۰۷۶۷۴۳۶۸۰۰۰، مقدار تقریبی ‎۱۵!‎ با استفاده از فرمول استرلینگ به صورت زیر به‌دست می‌آید:
{\displaystyle ln(A(15))=15(ln(15)-1)+{\frac {1}{2}}(ln(2\pi )+ln(15))\approx 27.89371}
بنابراین:
{\displaystyle 15!\approx A(15)=e^{ln(A(15))}\approx 1300420000000}
(خطای نسبی در حدود ۰٫۰۰۶ است)